# 约纳斯·恩罗特
约纳斯·恩罗特（瑞典語：Jhonas Enroth，1988年6月25日—），瑞典男子冰球运动员。他曾代表瑞典参加2014年和2018年冬季奥林匹克运动会冰球比赛，其中2014年奥运会获得一枚银牌。